# 高橋義雄 (実業家)
高橋 義雄（たかはし よしお、1942年3月7日 - ）は、日本の実業家。テーオー食品株式会社代表取締役社長、代表取締役会長、相談役を歴任。

## 来歴
東京都出身。
1963年3月、駒澤大学商学部卒業。同年、テーオー食品に入社。
1977年、取締役。
1986年、常務。
1994年、副社長。主に営業畑を歩む。
2001年8月、代表取締役社長に就任。
2005年8月、代表取締役会長（生産統括）就任。
2019年8月、相談役へ就任。

## テーオー食品
1963年に設立。東京都豊島区に本社を置き、香辛調味料および食料品製造販売。

### 受賞歴
- 1993年「フレッシュパックシリーズ」が日本食糧新聞社｢平成4年度優秀ヒット賞｣
- 1997年「生おろししょうが」が同新聞社｢第1回業務用加工食品ヒット賞｣
- 2000年「生おろしにんにく」が同新聞社｢第4回業務用加工食品ヒット賞｣
- 2008年「新中華調味料」が同新聞社｢第12回業務用加工食品ヒット賞｣
- 2012年「香辛館カレーフレーク」が同新聞社｢第16回業務用加工食品ヒット賞｣
- 2015年「ハイグレード21ハヤシルゥ」が同新聞社｢第19回業務用加工食品ヒット賞｣
- 2017年「ガーリックシュリンプソース」が同新聞社「第21回業務用加工食品ヒット賞」
- 2018年「Fパック花椒辣醤ソース」が同新聞社「第22回業務用ヒット賞」[6]